# Hyalinobatrachium tatayoi
Hyalinobatrachium tatayoi é uma espécie de anfíbio anuro da família Centrolenidae. Está presente na Venezuela. A UICN classificou-a como pouco preocupante.